# احتمال در فضای پیوسته
فضای پیوسته بر خلاف فضاهای گسسته که از تعدادی متناهی نقطه تشکیل شده‌اند مجموعه‌هایی نامتناهی می‌باشند نظیر بازه‌ها در محور اعداد حقیقی یا سطوح در صفحه و غیره.
واضح است که در این حالت دیگر شمارش تعداد عناصر فضای نمونه‌ای یا پیشامد میسر نیست ولی آنچه که می‌تواند مورد استفاده قرار گیرد اندازه طول بازه‌ها و مساحت سطوح و حجم شکل‌های فضایی است.
در این حالت نسبت اندازه فضای پیشامد و اندازه فضای نمونه‌ای احتمال وقوع پیشامد را مشخص می‌کند. به عبارت دیگر اگر پیشامد مطلوب را با A نمایش دهیم آنگاه داریم:
به عنوان مثال هنگام تیراندازی به هدف دایره ای شکل فرض می‌کنیم شعاع صفحه هدف ۲۰ سانتی‌متر و شعاع دایره کوچکتر ۱۰ سانتیمتر است. فرض کنید تیر حتماً به صفحه هدف برخورد می‌کند احتمال برخورد تیر به دایره کوچکتر را محاسبه کنید.
حل: فضای نمونه مساحت دایره بزرگتر و پیشامد A مساحت دایره کوچکتر است بنابراین: